# Zenon (programvara)
Zenon är en öppen, interoperabel, plattformsoberoende processvisualiseringsprogramvara, så kallad SCADA, som används inom tillverknings- och processindustri. Zenon görs även i en variant (Zenon Energy Edition) för användning inom kraftindustrin och eldistribution.
Zenon Energy Edition var en av de första SCADA-systemen som implementerade IEC61850-standarden. Zenon Energy Edition hanterar även IEC60870-5-101_104. I Zenon finns även inbyggt en SCADA-logik i form av softPLC baserad på IEC61131-3.

## Frost & Sullivan Award for Product Innovation
2007 vann COPA-DATA utmärkelsen Product Innovation of the Year Award av den internationella konsultfirman Frost & Sullivan.

## Användningsområden
Zenon används främst inom följande sektorer:
- Livsmedelsindustrin
- Fordonsindustri
- Läkemedelsindustri
- Maskintillverkning
- Kraft och eldistribution
- Infrastruktur

## Utvecklare
Zenon utvecklas av ing. Puntzenberger COPA-DATA GmbH (COPA-DATA) i Salzburg, Österrike.